# Sydney Stock Exchange
Die Sydney Stock Exchange (SSX) ist eine Wertpapierbörse mit Hauptsitz in Sydney, Australien. Sie ist eine hundertprozentige Tochtergesellschaft der AIMS Financial Group und erhielt am 5. November 2013 eine Marktzulassung von der Australian Securities & Investments Commission (ASIC). Die früher als Asia Pacific Exchange (APX) bekannte Börse notierte ihre ersten Unternehmen am 6. März 2014.

## Geschichte
Die Börse wurde 1997 als australischer Immobilienmarkt eröffnet, bevor sie im August 2004 eine Börsenlizenz erhielt. Im November 2015 wurde sie in Sydney Stock Exchange umbenannt. Um Sydney und Australien als führendes Finanzzentrum zu fördern und den Börsenteilnehmern die Identifizierung als an der Börse einer Großstadt notierte Unternehmen zu ermöglichen, wurde die Börse in Sydney Stock Exchange (SSX) umbenannt.

## Mitgliedschaften
Sie ist Mitglied in der Sustainable Stock Exchanges Initiative.